# Легат Војислава М. Јовановића-Марамбоа
Легат Војислава М. Јовановића-Марамбоа је посебан, пошто је сестра Славка Јовановић оставила Универзитетској библиотеци Светозар Марковић заоставштину свога брата и породичну кућу у Београду.

## Историја
Војислава М. Јовановића био је професор на Београдском универзитету, где је предавао упоредну књижевност.
У оквиру фонда Универзитетске библиотеке "Светозар Марковић" у Београду, са ознаком ПБ22, налази се легат Војислава М. Јовановића-Марамбоа.
Сестра Славка Јовановић оставила је Универзитетској библиотеци заоставштину свога брата и породичну кућу, изграђену 1883. године у којој је 1988. године отворено Одељење за народну књижевност Универзитетске библиотеке. Војислава Јовановића нарочито је занимала народна књижевност. У овом легату налази се библиотека са 6292 свезака, рукописа, 22 фотографске плоче и више од 1300 фотографија. Поред тога налази се намештај (каљеве пећи, гарнитуре за седење од дрвета у оријенталном стилу и Војислављева радна соба) као и лични предмети (радио-апарат, плоче класичне музике, велики кофер који га је пратио на свим путовањима.
Дом Војислава Јовановића Марамбоа је уписан у регистар музеја-галерија.

## О легату
Војислав М. Јовановић био је историчар књижевности и велики библиофил. Своју библиотеку стварао је преко шездесет година, пажљиво прикупљајући књиге из области народне кљижевности. У овом легату налази се драгоцена збирка књига, међу којима се налазе:
- Алберто Фортис, Пут по Далмацији, 1774. године
- Валтазар Богишић, Народне пјесме из старијих, највише приморских записа, 1878. године
- Герхард Геземан, Ерлангенски рукопис старих српскохрватских народних песама, 1925. година
- Вук Стефановић Караџић, Песме Краљевића Марка, 1836. година
- Вук Стефановић Караџић, Бачванске песме, 1879. година
- Вук Стефановић Караџић, Српске народне песме из Босне, 1884. година
- Вук Стефановић Караџић, Славонске народне песме, 1845. година
- Сима Милутиновић Сарајлија, Зорица, 1827. година
- Јован Стејић, Сабор истине и науке, 1832. година
- Бранко Радичевић, Песме, 1847. година

Значајна и богата је тематска зборка наше народне поезије о косовском боју, опсежан опус страних превода наше народне књижевности из 19. века на немачком, енглеском и француском језику. Поред тога, у легату се налази и изузетан фонд ратних пемсарица из балканских ратова, Првог и Другог светског рата, чији су аутори били сами учесници ратова.
У овој библиотеци налази се веома богата збирка страних превода наше народне књижевности из 19. века.
Посебан део фонда овог легата чини велика рукописна збирка Војислава М. Јовановића од преко 10.000 јединица и састоји се од објављених и необјављених радова.
Легат Војислава М. Јовановића-Марамбоа налази се у породичној кући у Бирчаниновој улици број 24.

## Галерија
- Поглед са улице.
- Табла са натписом на Дому Војислава Јовановића Марамбоа.
- Поглед из дворишта.
- Ходник.
- Фотографије породице Јовановић.